# 2024年智利山火
2024年智利山火是2024年2月1日至5日，智利境內發生的一系列野火。其中瓦尔帕莱索大区受災嚴重。

## 概述
2024年1月底，智利的气温达40°C 。 2月初，智利中部和南部发生了92起森林火灾。

## 人员伤亡和财产损失
火災共造成131人死亡，目前已確認其中35人的身分。現場發現了其中45人，另有6人在醫療機構中因燒傷死亡。比尼亚德尔马和基爾普埃至少有14,000棟房屋受到火災影響。據報道，僅在比尼亚德尔马地區就有超過370人失踪，另有1,600人因火災而流離失所。这场火灾被认为是智利历史上最严重的火灾，也是自2010年智利大地震以来该国最严重的災害。
在比尼亚德尔马，该市建于1931年的植物园被大火烧毁。

## 反應

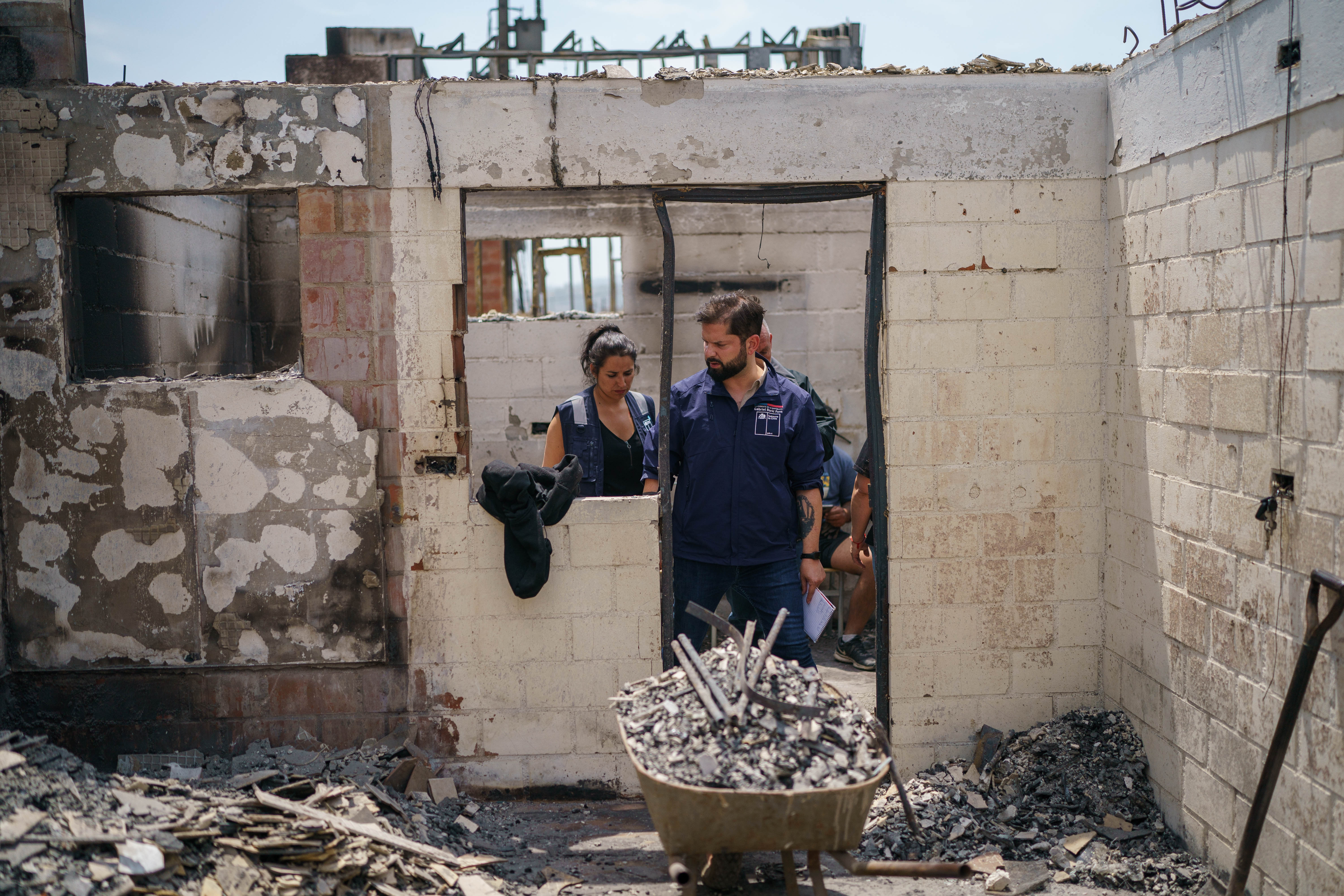
加夫列尔·博里奇總統視察受損現場。

因應火災，當局部署31架消防飛機、1400名消防員和1300名軍事人員，以協助應急響應。總統加夫列尔·博里奇下令部署更多軍事單位來幫助應對火災，並敦促民眾與應急小組合作。總統博里奇宣佈全國哀悼，為期兩天。為方便救援车辆的通行，从2月3日晚上09:00开始，比尼亚德尔马、利馬切、基爾普埃和阿萊馬納鎮实施宵禁。
2月3日，智利當局宣布进入紧急状态，同时總統加夫列尔·博里奇宣布全国哀悼两天。當天總統博里奇視察災區，飛越受影響地區，及後參觀一所學校，該學校已被改造為庇護所。他也下令將位於比尼亞德爾馬的總統官邸卡斯蒂略宮改建為受影響兒童的臨時休閒中心。
衛生部對瓦爾帕萊索地區發出健康警報，並下令暫停選擇性手術。當局授權建立野外醫院，並宣佈僱用快修業完成的醫科學生，以增加醫療響應人員。2024年5月25日，智利警方逮捕了1名消防隊員及1名林務官員，他们被指控串謀制造了此次森林火灾。